# Базел
Ба̀зел (на немски: Basel; на френски: Bâle – Бал, на италиански: Basilea – Базилеа) е град в Швейцария, който се намира до мястото, където се срещат границите на Франция, Германия и Швейцария (на немски: Dreiländereck).
Заедно с общините Риен и Бетинген образува кантона Базел Щат. Градът се разделя от река Рейн на Малък Базел и Голям Базел. Центърът на Базел представлява стария град и се намира в Голям Базел около пазара и старото кметство. В голямата си част освободен от движение и с прекрасните си тесни улички, старият град е „магнит“ не само за туристите, но и за жителите на града.
Базел е третият по големина град в Швейцария след Цюрих и Женева. Той е център на химическата и фармацевтичната индустрия на Швейцария. Тук са разположени седалищата на компаниите Novartis и Hoffmann-La Roche, а също на международни банкови организации – Базелски комитет за банков надзор и Банка за международни разплащания. Tук е едно от седалищата на банката UBS. Най-старият университет на Швейцария също е в Базел.
В Базел ежегодно се организира престижната изложба на часовници и бижутерия Baselworld.
Там се намира своеобразен железопътен кръстопът с една от най-големите товарни гари в Европа, в съседен Мутенц. Благодарение на товарните пристанища в региона на Базел, които са единствените в страната, Швейцария осъществява транспортна връзка със Северно море.
Летището Базел-Мюлуз-Фрайбург е построено от и обслужва 3-те съседни държави: Швейцария, Франция и Германия. Намира се на френска територия, достига се от Швейцария по екстериториален път. В самото летище има граничен пункт.

## География

### Разположение
Базел е разположен в най-северозападната точка на Швейцария от двете страни на река Рейн. Реката прави 90° завой в полите на Шварцвалд и швейцарската Юра, което се нарича „коляното на Рейн“ (Rheinknie). Там свършва частта на реката „висок Рейн“ и започва „горен Рейн“. Малко преди тази точка в южния бряг на висок Рейн се влива река Брис, която за граница между кантоните Базел-ланд и Базел-щат. Откъм по-равния северен бряг, където се намират индустриалните зони, в „горен Рейн“ се влива река Визе.
Благодарение на това си разположение още от ранни времена Базел става важен кръстопът, а с това и значимо място за търговия. Затова е един от най-гъсто населените райони на Европа, но въпреки това разполага с над 320 хектара тревни площи и 71 хектара гора.
Със своите 2694 хектара водни площи Базел, Бетинген и Риен (образуващи кантон Базел-щат) са кантонът с най-малка земна площ. Най-ниската точка се намира на пристанището в Клайнхюнинген – 245 m, а Мюнстера в центъра на града се намира на 270 m надморска височина. Най-високата точка се намира в Бетинген при Санкт Кришона – 522 m. Там се намира и най-високата сграда в Швейцария – телевизионната кула Санкт Кришона.

### Квартали
В град Базел няма райони или окръзи, разделен е само на квартали. Общият им брой е 19. Според местоположението си се делят на две:
- Лявостоящи на Рейн квартали: Старият град (Голям Базел), Форщете, Ам Ринг, Брайте, Санкт Албан, Гунделдинген, Брудерхолц, Бахлетен, Готхелф, Изелин и Санкт Йохан.
- Дясностоящи на Рейн квартали: Старият град (Малък Базел), Клара, Ветщайн, Хирзбрунен, Розентал, Матхойз, Клибек и от 1983 Клайнхюнинген.

Двете общини Риен и Бетинген принадлежат към града.
| Квартал                    | хектара |  | Квартал                    | хектара |  |  |
| -------------------------- | ------- |  | -------------------------- | ------- |  |  |
| Старият град (Голям Базел) | 37,63   |  | Старият град (Малък Базел) | 24,21   |  |  |
| Форщете                    | 89,66   |  | Клара                      | 23,66   |  |  |
| Ам Ринг                    | 90,98   |  | Ветщайн                    | 75,44   |  |  |
| Брайте                     | 68,39   |  | Хирзбрунен                 | 305,32  |  |  |
| Санкт Албан                | 294,46  |  | Розентал                   | 64,33   |  |  |
| Гунделдинген               | 123,19  |  | Матхойз                    | 59,14   |  |  |
| Брудерхолц                 | 259,61  |  | Клибек                     | 91,19   |  |  |
| Бахлетен                   | 151,39  |  | Клайнхюнинген              | 136,11  |  |  |
| Готхелф                    | 46,62   |  | Град Базел                 | 2275,05 |  |  |
| Изелин                     | 109,82  |  | Риен                       | 1086,10 |  |  |
| Санкт Йохан                | 223,90  |  | Бетинген                   | 222,69  |  |  |
|                            |         |  | Кантон Базел-щат           | 3583,84 |  |  |

## Спорт
Представителният футболен отбор на града носи името ФК Базел.

## Население
- Жители:
  - Град Базел: 166 563 жители (31 октомври 2005)
  - Териториална агломерация Базел (заедно с Франция и Германия): около 731 000 жители (2004; Източник: TAB)
  - Кантон Базел-щат: 188 310 Жители (31 октомври 2005)
- МПС номерация:
  - (Кантон Базел-щат): BS
  - (Кантон Базел-ланд):BL

## Известни личности
Родени в Базел
- Якоб Буркхарт (1818 – 1897), историк на изкуството и културата
- Роджър Федерер (1981), тенисист
- Александър Фрей (1979), футболист

Починали в Базел
- Жан Арп (1886 – 1966), германско-френски художник
- Якоб Буркхарт (1818 – 1897), швейцарски историк на изкуството и културата
- Фриц Хабер (1868 – 1934), немски химик
- Карл Ясперс (1883 – 1969), немски философ

Други личности, свързани с Базел
- Парацелз (1493 – 1541), алхимик и лекар, учи медицина през 1509 и е професор в Базелския университет през 1527 – 1528
- Рудолф Ойкен (1846 – 1926), немски философ, преподава философия през 1871 – 1874
- Карл Густав Юнг (1875 – 1961), психолог, учи медицина в Базелския университет през 1895 – 1900
- Херман Хесе (1877 – 1962), немски писател, живее в града през 1881 – 1886 и 1899 – 1904
- Фридрих Ницше (1844 – 1900), немски философ, преподава класическа филология в Базелския университет през 1869 – 1879

## Побратимени градове
- Валпараисо, Чили